# Anochetus turneri
Anochetus turneri es una especie de hormiga carnívora del género Anochetus, categorizada en la tribu Ponerini, de la subfamilia Ponerinae. Fue descrita por Forel en 1900.

## Distribución
Se distribuye por Asia: Filipinas y Oceanía: Australia.

## Hábitat
Habita en estuarios de manglares y en la selva tropical ribereña. Se ha encontrado a elevaciones de 38 m s. n. m.